# John Benjamin Hickey

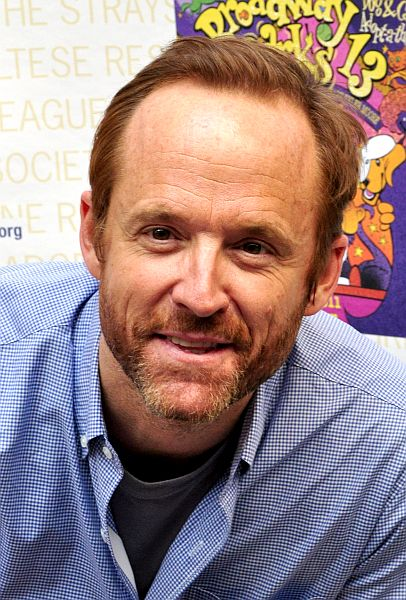
John Benjamin Hickey in 2011

John Benjamin Hickey (Plano (Texas), 25 juni 1963) is een Amerikaans acteur.

## Biografie
Hickey heeft de high school doorlopen aan de Plano Sr. High School in zijn geboorteplaats Plano (Texas), hierna ging hij van 1981 tot en met 1983 studeren aan de Texas State University in San Marcos (Texas). Hij heeft ook gestudeerd aan de universiteit van Fordham in New York en haalde daar in 1985 zijn bachelor in Engels. 
Hickey begon in 1990 met acteren in de televisieserie The Days and Nights of Molly Dodd. Hierna heeft hij nog meerdere rollen gespeeld in televisieseries en films zoals The Ref (1994), The Ice Storm (1997), The Bone Collector (1999), The Anniversary Party (2001), Flightplan (2005), Infamous (2006), Flags of Our Fathers (2006), The Taking of Pelham 123 (2009) en The Big C (2010-2012).
Hickey is ook actief in het theater, hij maakte in 1995 zijn debuut op Broadway met het toneelstuk Love! Valour! Compassion! als Arthur Pape. Hierna heeft hij nog viermaal opgetreden op Broadway. In 1998 met de musical Cabaret als Clifford Bradshaw, in 2002 met het toneelstuk The Crucible als John Hale, in 2009 met het toneelstuk Maria Stuart als graaf van Leicester en in 2011 met het toneelstuk The Normal Heart als Felix Turner.
Hickey is openlijk homoseksueel en heeft al lang een relatie met een man, ook is hij goed bevriend met Sarah Jessica Parker.

## Filmografie

### Films
Selectie:
- 2016 Tallulah – als Stephen
- 2015 Truth – als Mark Wrolstad
- 2014 Get on Up – als Richard
- 2012 Pitch Perfect – als dr. Mitchell
- 2009 Transformers: Revenge of the Fallen – als Galloway
- 2009 The Taking of Pelham 123 – als locoburgemeester LaSalle
- 2008 Living Proof – als Blake Rogers
- 2007 Freedom Writers – als Brian Gelford
- 2006 Flags of Our Fathers – als Keyes Beech
- 2006 Infamous – als Jack Dumphy
- 2005 Flightplan – als David
- 2002 Changing Lanes - als Carlyle
- 2001 The Anniversary Party – als Jerry Adams
- 1999 The Bone Collector – als dr. Barry Lehman
- 1999 The Lady in Question – als Paul Kessler
- 1997 The Ice Storm – als Mark Boland
- 1994 Only You – als Dwayne
- 1994 The Ref – als politieagent

### Televisieseries
Uitgezonderd eenmalige gastrollen.
- 2025 – Daredevil: Born Again – als D.A. Benjamin Hochberg – 2 afl.
- 2021 – 2022 Gossip Girl – als Roy Sachs – 8 afl.
- 2021 In Treatment – als Colin – 6 afl.
- 2019 Jessica Jones – als Peter Lyonne – 3 afl.
- 2017 The Good Fight – als Neil Gross – 2 afl.
- 2011 – 2016 The Good Wife – als Neil Gross – 8 afl.
- 2014 – 2015 Manhattan – als Frank Winter – 23 afl.
- 2010 – 2013 The Big C – als Sean Tolkey – 40 afl.
- 2012 – 2013 The New Normal – als pastoor Michael – 3 afl.
- 2012 – 2013 The Mob Doctor – als Mark Easton – 3 afl.
- 2006 – 2007 Undercover History – als verteller – 4 afl.
- 2002 – 2006 Law & Order – als Aaron Solomon – 4 afl.
- 2003 – 2004 It's All Relative – als Phillip Stoddard – 22 afl.
- 2000 Law & Order: Special Victims Unit – als assistent officier van justitie – 2 afl.
- 2000 D.C. – als Rob – 2 afl.

- Gemeinsame Normdatei: 135096634
- International Standard Name Identifier: 0000 0005 1266 2666
- Library of Congress Control Number: nr98035814
- Nationale Bibliotheek van Israël: 987007348176405171
- Nederlandse Thesaurus van Auteursnamen: 341046396
- Virtual International Authority File: 24516863